# Hokuspokus
Hokuspokus (evt. efterfulgt af filiokus/filihankat) er en "trylleformular".
Udtrykket stammer fra den katolske kirke i middelalderen, hvor gudstjenesten var på latin, frit lånt fra præstens ord under nadveren: 
- "Hoc est corpus filii" (dette er sønnens legeme).

Dette er så blevet ført over i det daglige dansk som en slags magisk besværgelse.
Filiokus/filihankat er en tilføjelse højst sandsynligt baseret på det sidste ord filii.